# رستم‌کندی (بیجار)
رستم کندی (بیجار)، روستایی از توابع بخش کرانی شهرستان بیجار در استان کردستان ایران است. زبان مردم این روستا و روستا های اطراف آن ترکی است.

روستای رستم کندی نسبت به روستا های اطراف خود جمعیت و خانوار کمتری دارد.

## جمعیت
این روستا در دهستان کرانی قرار دارد و براساس سرشماری مرکز آمار ایران در سال ۱۳۸۵، جمعیت آن ۷۸ نفر (۱۹خانوار) بوده‌است.